# حمزه‌کندی
حمزه‌کندی، روستایی است از توابع بخش مرکزی شهرستان سلماس استان آذربایجان غربی ایران.

## جمعیت
این روستا در دهستان لکستان قرار داشته و بر اساس سرشماری سال ۱۳۸۵ جمعیت آن ۱۰۰۰نفر (۲۴۴ خانوار) 
بوده‌است.